# The Baron (1911)
The Baron is een Amerikaanse stomme film uit 1911 onder regie van Mack Sennett met in de hoofdrollen Dell Henderson en Mabel Normand.

## Verhaal
Twee obers laten zich door een rondreizende fotograaf op de gevoelige plaat vastleggen. Wanneer hun baas hen betrapt worden ze beiden onslagen. Een van hen bedenkt vervolgens een plan om snel rijk te worden door zich voor te doen als een baron. Het bedrog dreigt te mislukken wanneer hij zijn oude vriend tegenkomt, die de bewuste foto in zijn bezit heeft. Toch lijkt hij zijn doel te bereiken: trouwen met een rijke erfgename. Bij het vergunningenbureau loopt het echter mis want in plaats van een huwelijksvergunning krijgt hij per vergissing een hondenvergunning.

## Rolverdeling
| Acteur            | Personage                       |
| ----------------- | ------------------------------- |
| Dell Henderson    | de baron / een ober             |
| Mabel Normand     | de erfgename                    |
| Joseph Graybill   | vriend van de baron             |
| Grace Henderson   | moeder                          |
| Fred Mace         | gedupeerde in pension           |
| Kate Bruce        | vrouw in vergunningenbureau     |
| William J. Butler | werknemer in vergunningenbureau |
| Alfred Paget      | gast in pension                 |